# استيبان فرناندو غونزاليس
استيبان فرناندو غونزاليس (بالإسبانية: Esteban González)‏ (14 يناير 1962 ببوينس آيرس في الأرجنتين - ) هو لاعب كرة قدم أرجنتيني في مركز الهجوم. شارك مع منتخب الأرجنتين لكرة القدم. أما مع النوادي، فقد لعب مع ديبورتيفو إسبانول وفيرو كاريل أويستي وفيليز سارسفيلد وكيلمس ونادي سان لورينزو ونادي مالقا.

## وصلات خارجية
- استيبان فرناندو غونزاليس على موقع قاعدة بيانات كرة القدم.إي يو (الإنجليزية)